# Bleu du Maine
Le Bleu du Maine est une race de mouton originaire de la région du Maine, province de l'Ouest de la France, ainsi que de l'Anjou voisin. De grande taille, sa toison est blanche, mais sa tête et l'extrémité des pattes sont de couleur gris-bleu à noir. Il est issu de croisements entre brebis locales et des animaux britanniques de race leicester et wensleydal.
Le bleu du Maine est un mouton d'herbage. Il se caractérise notamment par les qualités de ses brebis, qui en plus d'être très prolifiques assurent une bonne croissance des agneaux par leur production de lait abondante. Les agneaux produits sont lourds. Malgré ces qualités, les effectifs de bleu du Maine ont été en régression en France depuis le début des années 1990. Toutefois, le travail des éleveurs passionnés et de l'OS ont permis à la race de retrouver une croissance depuis l'année 2010, grâce aussi aux nombreuses qualités de la race correspondant aux attentes des éleveurs d'aujourd'hui et des consommateurs

## Origine
Le bleu du Maine est originaire du Maine et de l'Anjou, régions situées dans les départements de Maine-et-Loire, de la Mayenne et de la Sarthe. C'est ici que des moutons appartenant à une race locale ont été croisés avec des moutons de races leicester et wensleydale, d'origine britannique. Ce sont ces animaux qui ont introduit la couleur bleu ardoise chez les animaux de la région.

## Description

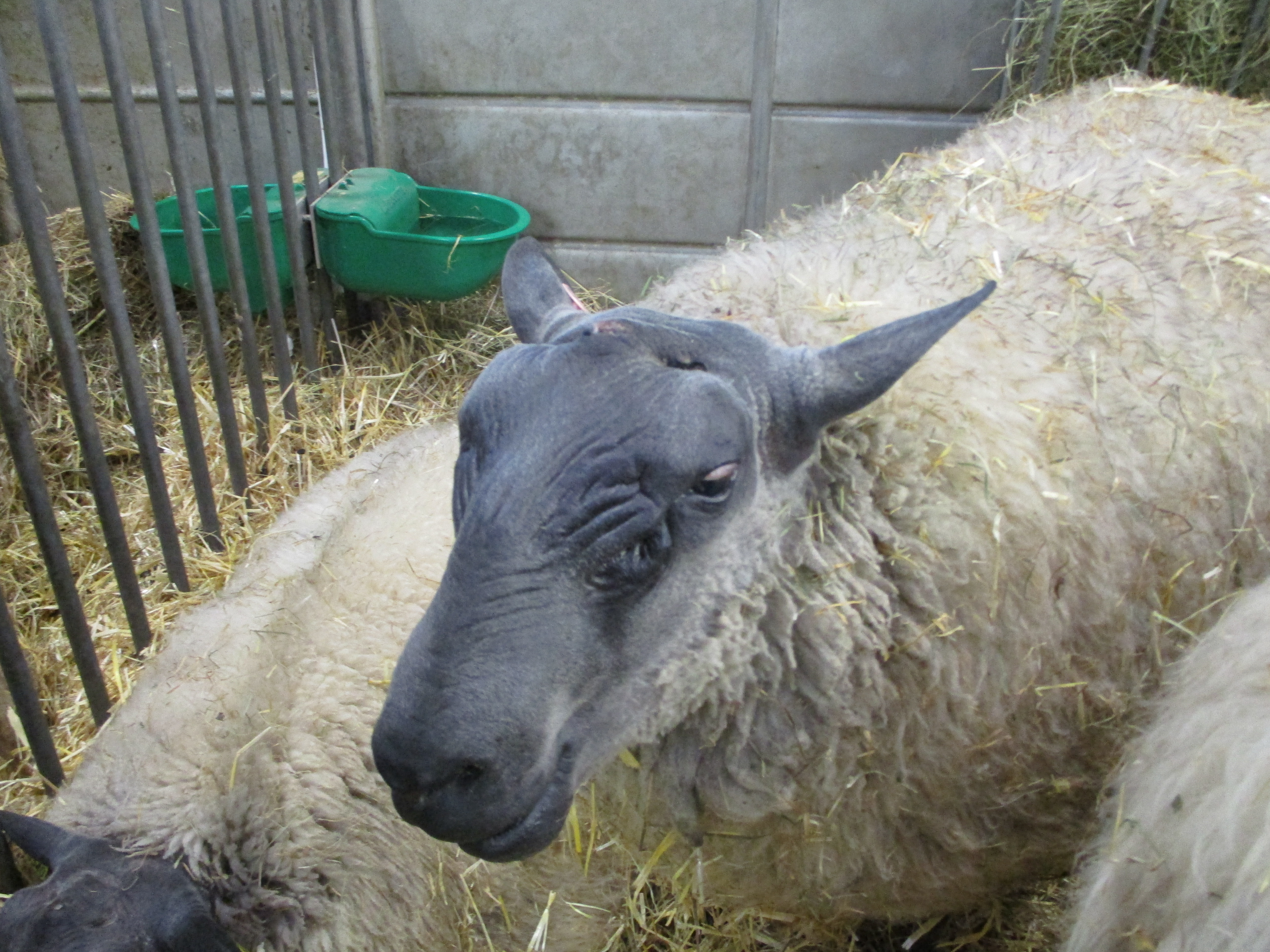
Vue de la tête du mouton bleu du Maine.

Le bleu du Maine a un dos droit, des épaules bien musclées et une poitrine profonde. Son cou moyen se termine par une tête de couleur bleu foncé. Elle est dépourvue de cornes et a un front large et un chanfrein légèrement busqué. Elle a un nez large, et des oreilles longues et fines de même couleur que la tête qui sont implantées assez haut sur la tête. Le bassin est long et large, et l'attache de la queue est noyée dans la croupe. Le mouton est recouvert d'une toison de couleur blanche, épaisse avec de longues mèches, qui ne couvre pas la tête, les genoux et les jarrets. Le bélier pèse environ 130 kg et la brebis 80 kg.

## Aptitudes

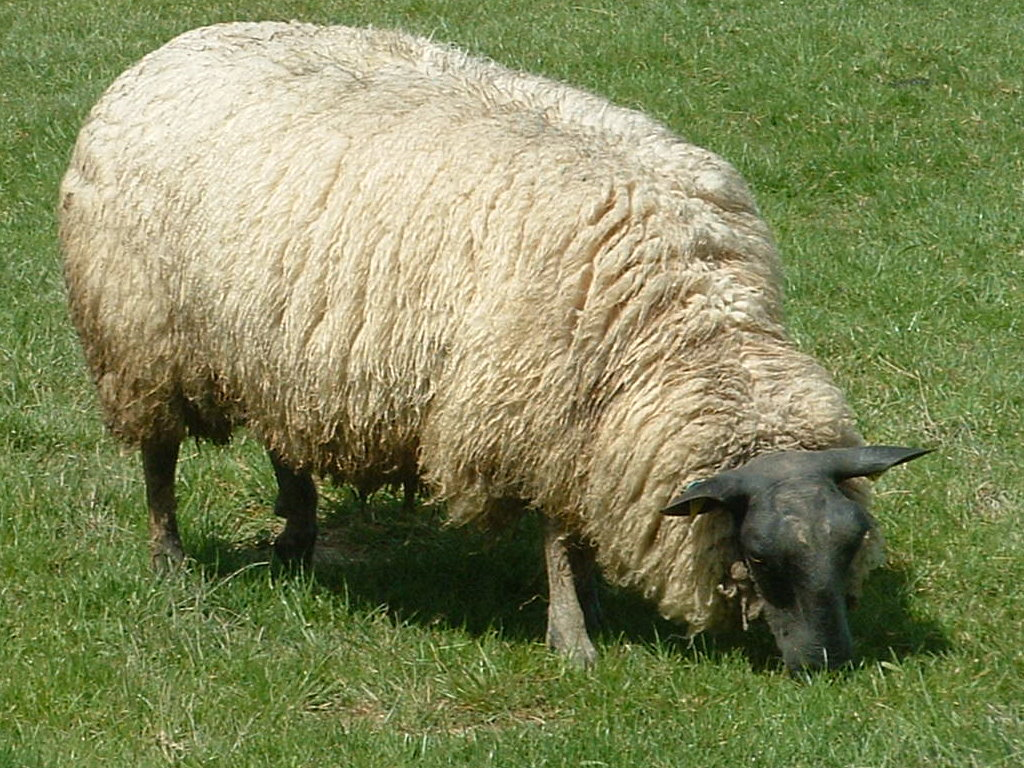
Brebis Bleu du Maine

La bleu du Maine est une brebis rustique, bien adaptée à l'élevage en plein air. Elle peut s'adapter à des régions au climat rigoureux, et sort malgré le gel et la neige. La plus grande spécificité de cette brebis est sa prolificité. C'est une des races les plus prolifiques avec 1,85 agneau par portée en moyenne. Il est donc normal d'avoir des agneaux jumeaux, et les triplés ne sont pas rares, ainsi que les quadruplés. La bleu du Maine agnelle sans difficulté, ce qui assure un faible mortalité néonatale. C'est une brebis qui produit par ailleurs une grande quantité de lait, lui permettant d'assurer une bonne croissance d'environ 280 g par jour aux agneaux doubles, et même d'allaiter des agneaux triplés sans complément. C'est également une race précoce, pouvant être mise à la reproduction entre 6 et 8 mois. Après sevrage, les agneaux conservent un bon potentiel de croissance. Leurs carcasses sont lourdes pèsent en moyenne 20 kg. Elles ne présentent pas d'excès de gras, mais ont un rendement un peu faible qui ne dépasse pas 50 %.
Ainsi, la bleu du Maine est une excellente race du point de vue des qualités maternelles. On peut notamment l'utiliser en croisement avec des races aux très bonnes aptitudes bouchères pour profiter de ses formidables qualités pour produire de très bons agneaux. Les béliers sont appréciés pour mettre à la reproduction avec les agnelles d'autres races car leurs agneaux fins et vigoureux ne posent aucun problème à la naissance

## Élevage
Le bleu du Maine est une race d'herbage. Les agnelages ont lieu en fin d'hiver ou au début de printemps, et les agneaux sont engraissés à l'herbe.
Dans sa région d'origine, on l'élève en petits troupeaux en parallèle de l'élevage bovin. Il n'est donc pas rare de voir des brebis bleu du Maine cohabiter dans la même parcelle que des bovins. Cette association permet en outre une bonne valorisation de la prairie, puisque ces deux espèces pâturent à des hauteurs d'herbe différentes. 

## Sélection
Depuis 1981, les éleveurs sont regroupés au sein de l’OS Ovine du Maine. .
L'objectif de sélection est le nombre d'agneaux sevrés par brebis, la production laitière et la conformation, ce qui passe notamment par la prolificité, la précocité sexuelle et la mortalité des agneaux. Ce sont donc sur ces critères que sont choisis les reproducteurs.

## Diffusion

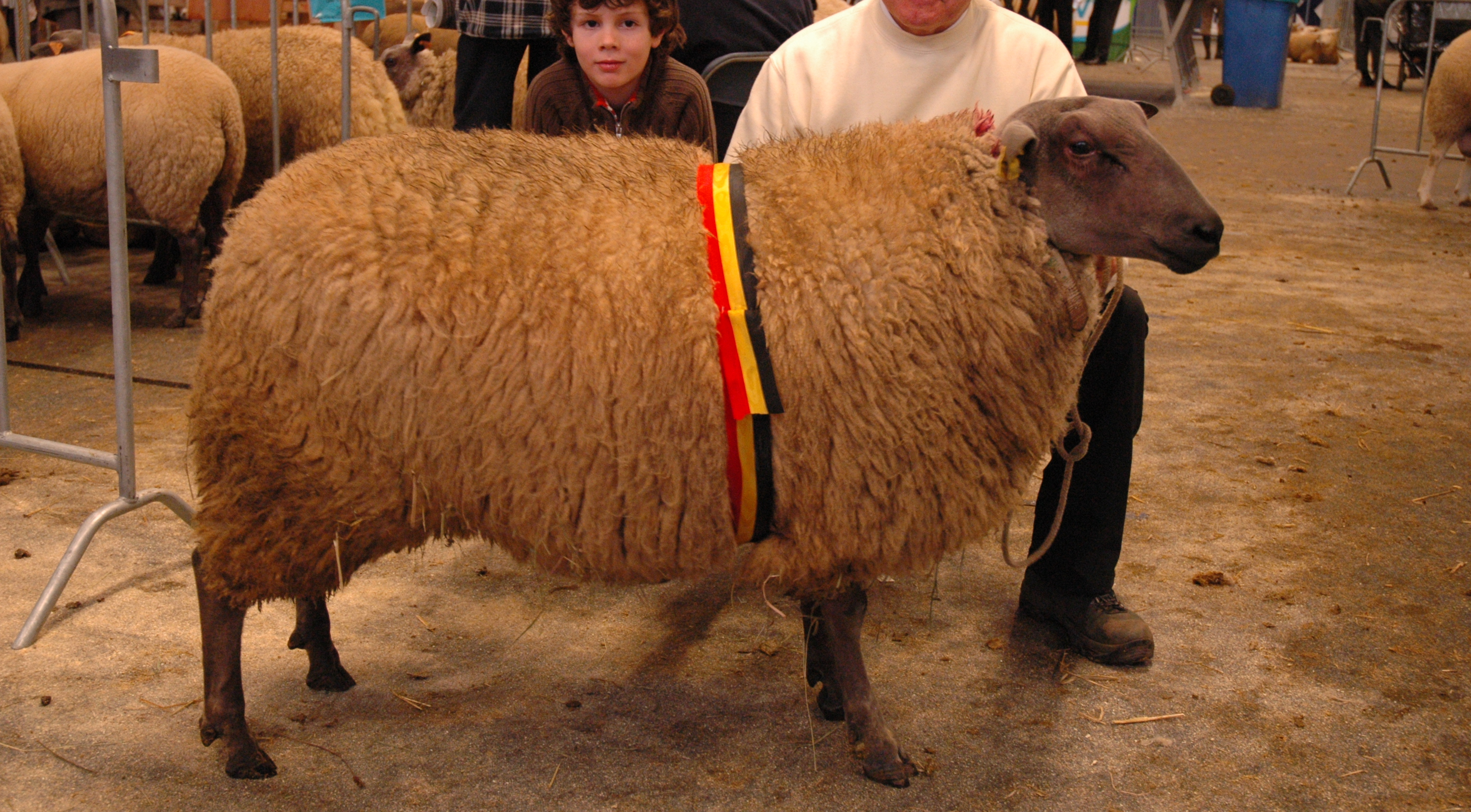
Champion bleu du Maine présenté en Flandres à l'Agriflanders (Belgique).

Le berceau d'origine du bleu du Maine est le Maine et l'Anjou, et plus précisément la région autour de Bazougers en Mayenne et de Sablé-Souvigné dans la Sarthe. C'est encore ici que l'on rencontre aujourd'hui la majorité des animaux. Un autre noyau important de la race se situe dans le nord-est de la France, les autres animaux étant répartis un peu partout dans le pays, dans des troupeaux souvent de petite taille.
Les pays limitrophes semblent s'intéresser à ces animaux. Ainsi, des bleus du Maine sont exportés vers la Belgique, le Royaume-Uni, les Pays-Bas depuis les années 1980.